# Université Paris-Sorbonne
La Université Paris-Sorbonne va ser una universitat pública d'investigació de París en funcionament de 1971 a 2017.
El 2018 es va fusionar amb la Universitat Pierre i Marie Curie de París en la nova Universitat Sorbona.

## Graduats famosos
- Roger Bartra i Murià, un antropòleg i sociòleg mexicà